# Cantharellus (coral)
Cantharellus es un género de corales duros de la familia Fungiidae.
El nombre del género se debe al parecido de sus formas con el género de hongos del mismo nombre, Cantharellus, conocidos comúnmente como chanterelles. El nombre proviene del griego kantharos, que significa jarra o copa.

## Especies
El Registro Mundial de Especies Marinas y el Sistema Integrado de Información Taxonómica reconocen las siguientes especies en el género, siendo valorado su estado de conservación por la Lista Roja de Especies Amenazadas:
- Cantharellus doederleini (Von Marenzeller, 1907). Estado: Preocupación menor
- Cantharellus jebbi Höksema, 1993. Estado: Preocupación menor
- Cantharellus noumeae Höksema & Best, 1984. Estado: En peligro B2ab(iii)

## Morfología
Son pólipos solitarios que de adultos permanecen fijados al sustrato. Dentro de la familia Fungiidae, es el único género de corales de pólipo solitario que no es libre en su etapa adulta, permaneciendo anclados mediante una proyección de la parte inferior del corallum. Tienen una sola boca.
Su esqueleto tiene forma de copa, y sus muros son sólidos y no están perforados. Los septa y los costa están sencilla y finamente ornamentados, pudiendo estar raídos los márgenes de los septa.
Su coloración varía del marrón al crema. Tienen tentáculos pequeños, y, normalmente, translúcidos.  
El tamaño de su diámetro oscila entre 2,5 y 7 cm.

## Alimentación
Los pólipos contienen algas simbióticas; mutualistas (ambos organismos se benefician de la relación) llamadas zooxantelas. Las algas realizan la fotosíntesis produciendo oxígeno y azúcares, que son aprovechados por los pólipos, y se alimentan de los catabolitos del coral (especialmente fósforo y nitrógeno). Esto les proporciona entre el 75 y el 95% de sus necesidades alimenticias. El resto lo obtienen atrapando plancton con sus tentáculos.

## Reproducción
Como todos los corales duros, se reproducen tanto sexual como asexualmente. En la reproducción sexual producen larvas plánulas, que deambulan por la columna de agua hasta fijarse en el sustrato. La supervivencia de estas plánulas es pequeña, puesto que sirven de alimento a diversas especies marinas. Posteriormente se metamorfosean a pólipo, y comienzan a secretar su esqueleto de carbonato cálcico, aragonita, convirtiéndose en el coral adulto. 
La reproducción asexual tiene lugar mediante la fragmentación del esqueleto.
La duración de una generación es de 7 años, y son de crecimiento lento.

## Hábitat
Suelen encontrarse en suelos rocosos del arrecife, cerca del sedimento. Tanto en aguas superficiales, protegidas y soleadas, como las de las lagunas coralinas, como a mayor profundidad y en laderas exteriores del arrecife, con oleaje medio.
Su rango de profundidad conocido es de 0 a 40 m, aunque son más frecuentes entre 10 y 30 metros de profundidad.

## Distribución geográfica
Su distribución geográfica comprende las aguas tropicales del océano Indo-Pacífico, desde la costa este africana, el mar Rojo, hasta Fiyi y Vanuatu.